# Туше, Мервин, 2-й граф Каслхейвен
Сэр Ме́рвин Туше́ (корректное произношение: «Мёрвин», англ. Sir Mervyn Tuchet; примерно 1588 или 1593 — 14 мая 1631, Лондон, Королевство Англия) — английский аристократ, 12-й барон Одли, 9-й барон Туше, 2-й граф Каслхейвен и 2-й барон Одли из Орье с 1616 года. Сын Джорджа Туше, 1-го графа Каслхейвена. При жизни отца заседал в Палате общин, позже его подозревали в тайном исповедании католицизма. Был обвинён женой и сыном в содомии с двумя слугами и изнасиловании, осуждён и обезглавлен. Стал единственным английским лордом, приговорённым к смерти по обвинению, не связанному с политикой. Суд над сэром Мервином создал важные прецеденты для дел, связанных с обвинениями в гомосексуальности и с преступлениями мужчин в отношении своих жён.

## Биография
Мервин Туше принадлежал к старинному рыцарскому роду из Дербишира. В 1403 году его предки получили титул барона Туше, в 1408 году унаследовали по женской линии титул барона Одли. Однако их владения долгое время оставались относительно небольшими: к концу XVI века годовой семейный доход составлял всего 900 фунтов стерлингов. Мервин родился в 1588 или 1593 году в семье Джорджа Туше, 8-го барона Туше и 11-го барона Одли, и его первой жены Люси Мервин. Вскоре Джордж смог улучшить положение семьи, приняв участие в подавлении ирландского восстания и получив за свои заслуги 200 тысяч акров земли, конфискованной у мятежников.
30 марта 1608 года Мервин был посвящён в рыцари. В 1610 году он получил часть ирландских владений отца, в 1611 году вступил в юридическую корпорацию Миддл-Темпл, а в 1614 году был избран в Палату общин как рыцарь от графства Дорсет. Известно, что за время сессии Туше произнёс три речи — в поддержку законопроектов против роскоши в одежде, против завышения гонораров адвокатами и в связи с сообщениями о запугивании истцов в деле о предвыборных нарушениях.
В 1616 году Джордж Туше получил ирландские титулы графа Каслхейвена и барона Одли из Орье. Спустя всего полгода он умер, сэр Мервин унаследовал семейные владения и титулы и занял своё место в Палате лордов. Второй граф Каслхейвен построил большой дом в Сталбридже, но у него не заладились отношения с арендаторами, и в 1620 году он купил у своих родственников Мервинов усадьбу Фонтхилл Гиффорд в Уилтшире. После восшествия на престол Карла I Туше заподозрили в тайном исповедании католичества; из-за этого ему пришлось сдать всё оружие и выйти из всех комиссий в графстве.
К тому моменту граф был главой большой семьи. Ещё в 1608 году он женился на дочери лондонского элдормена Элизабет Барнхем, которая родила ему трёх сыновей и трёх дочерей. В 1622 году сэр Мервин овдовел, а в 1624 женился во второй раз — на Анне Стэнли, дочери Фердинандо Стэнли, 5-го графа Дерби, и вдове Грея Бриджеса, 5-го барона Чандоса. В этом браке родилась ещё одна дочь. Графиня была старше второго мужа на 8 или 13 лет, от первого мужа она родила двух сыновей и двух дочерей. Одну её дочь, Элизабет, выдали за сводного брата — старшего сына Мервина Туше Джеймса, но и это не помогло укрепить семью. Брак Мервина и Анны оказался несчастливым, в 1630 году произошёл открытый конфликт, который привёл к гибели графа.
Суд и казнь
1 ноября 1630 года 18-летний Джеймс Туше перед Тайным советом обвинил отца в содомии и насилии. По его словам, сэр Мервин сделал своими любовниками двух слуг — сначала Генри Скипвита, потом Джайлса Бродвея; граф открыто делил с этими людьми постель, выплачивал им огромные пенсии, дарил поместья, а Скипвиту даже приказывал вступать в сексуальные сношения с Элизабет, чтобы получить наследника от него, а не от сына. Графиня эти обвинения поддержала, заявив, что дом её мужа заражён развратом и что она сама стала жертвой преступления: сэр Мервин удерживал её, пока Бродвей насиловал.
Граф был арестован и оказался в Тауэре. В апреле 1631 года он предстал перед судом пэров в Вестминстере. Сэр Мервин настаивал на своей невиновности, говоря, что жена и сын пытаются совершить судебное убийство ради корысти («Это моё имущество, милорды, обвиняет меня сегодня, и ничто иное», — заявил он на одном из заседаний) и что супруга не может свидетельствовать против своего мужа. Последнее возражение суд отклонил, отметив, что в этом случае графиня может быть признана жертвой преступления. Обвинитель постарался использовать против графа подозрения в симпатии католицизму, в своей речи он говорил об «отвратительном грехе», совершённом «нечестиво, дьявольски, преступно». Слуги-любовники тоже дали показания, признав, что вступали в сексуальные сношения с хозяином. 
Суд привлёк всеобщее внимание, так что его обсуждали даже в американских колониях. В конце концов пэры единогласно признали виновность сэра Мервина в изнасиловании и большинством голосов (15 из 26) — в содомии. Графа приговорили к смертной казни через отсечение головы, его английские владения и титулы подлежали конфискации, тогда как ирландские переходили к наследникам (согласно одному из ирландских статутов они являлись неотъемлемым имуществом). Сэр Мервин попросил у короля помилования, но добился только отсрочки казни.
Свои последние дни сэр Мервин провёл в обществе декана собора Святого Павла Томаса Уинниффа и доктора Уикхема, которые утешали его и наставляли накануне смерти. Графа очень обеспокоили прозвучавшие в суде обвинения в атеизме, поэтому Уиннифф составил для него исповедание веры, которое граф подписал. 14 мая 1631 года Туше поднялся на эшафот, построенный на Тауэрском холме. Исповедание веры было оглашено от его имени, затем граф прочёл молитву, положил голову на плаху и был обезглавлен одним ударом.

## Потомство
В браке сэра Мервина Туше и Элизабет Барнхем, дочери Бенедикта Барнхема и Доротеи Смит, родились:
- Джеймс (примерно 1617—1684), ставший после казни отца 3-м графом Каслхейвен и 2-м бароном Одли из Орье[2][7];
- Фрэнсис (1617 — ?), жена Ричарда Батлера[8][9];
- Джордж (умер примерно в 1689), монах-бенедиктинец[10];
- Мервин (умер в 1686), 4-й граф Каслхейвен и 3-й барон Одли из Орье[10];
- Люси, жена Джона Анкетелла и Гаррета Фицмориса[11];
- Мэри, жена сэра Генри Уингфилда, 4-го баронета[12];
- Доротея (умерла в 1635), жена Эдмунда Батлера, 4-го виконта Маунтгаррета[13].

В браке сэра Мервина и Анны Стэнли родилась дочь Анна, умершая ребёнком.

## Память
Суд над графом Каслхейвеном — один из самых первых в истории европейского права судебных процессов по обвинению, связанному с мужской гомосексуальностью. Этот прецедент создал традицию, в рамках которой за гомосексуальную связь наказывали, опираясь только на показания соучастников (других участников этой связи). Для современных юристов он важен в первую очередь в связи с созданием прецедента, когда женщина, ставшая жертвой преступления, свидетельствует против своего мужа.
История Мервина Туше хорошо запомнилась английскому обществу. В течение последующих двух веков каждый раз, когда каких-либо известных людей обвиняли в гомосексуальных связях, возобновлялось издание брошюр о суде над графом Каслхейвеном. Историк и генеалог Д. Кокейн уверен, что сэр Мервин погиб вследствие преступных манипуляций своей супруги. По мнению историка Синтии Херруп, граф и графиня были в одинаковой степени безнравственными людьми. Существует мнение, что Туше не осудили бы за изнасилование, если бы он не оказался содомитом и вероятным католиком.